# 広島情報専門学校
広島情報専門学校（ひろしまじょうほうせんもんがっこう）は、学校法人電子開発学園九州が運営する、広島市南区にある専修学校である。

## 概要
1991年(平成3年)  広島情報専門学校（旧称 中国電子計算機専門学校））開校。開校当時の校名は「中国電子計算機専門学校」であったが、2001年4月1日より現在の校名に変更された。 電子開発学園の学校法人電子開発学園九州に属しており、姉妹校に北海道情報大学のほか、各地に専門学校がある。
学校法人鶴学園が1984年に設立した、広島工業大学付属 広島情報専門学校（現 広島工業大学専門学校）とは、同名でありながら別の学校である。
北海道情報大学と併修もでき、学士・高度専門士の資格を取得できる。また、情報処理国家試験（情報処理技術者試験・情報処理安全確保支援士試験）では、中四国専門学校トップの合格実績を誇る。
他の電子開発学園系列の専門学校と同様、基本情報技術者試験（FE）の科目A試験免除制度(午前試験免除制度)の認定校となっている。

## 沿革
- 1968年 - 電子開発学園最初の専門学校（北海道情報専門学校 （旧称 北海道電子計算機専門学校））開校
- 1989年 - 姉妹校の北海道情報大学 開学
- 1990年 - 北海道情報技術研究所 設立
- 1991年 - 中国電子計算機専門学校（広島情報専門学校の旧校名）開校、衛星通信教育システム（PINE-NET）によるメディア授業を開始
- 1994年 - 大学と専門学校の両方の卒業資格が取得できる大学併修科（4年課程）を新設、経済産業省 情報化人材育成学科認定校となる
- 1995年 - 専門士（文部省大臣認定）称号授与校 認定
- 1996年 - 姉妹校の北海道情報大学 大学院 開設
- 2001年 -中国電子計算機専門学校から広島情報専門学校に校名を変更、大学併修科で高等学校教諭一種免許状（情報）の取得が可能になる
- 2002年 - 衛星通信システムスペース・コラボレーション・システム（文部科学省）に加盟
- 2005年 - 広島県の情報系専門学校で唯一「高度専門士」を取得できる学科として、大学併修科が認定を受ける、IT特区認定校として総務省より認定を受ける
- 2007年 - 広島県の情報系専門学校で唯一医療情報技師を育成するコース（医療情報）を開設する
- 2008年 - 高速専用インターネットを利用した最先端の双方向遠隔教育システム（PINE-NET II）によるメディア授業をスタート
- 2009年 - 大学併修科で高等学校教諭一種免許状（商業）の取得が可能となる
- 2011年 - 大学併修科で高等学校教諭一種免許状（数学）の取得が可能となる
- 2014年 - 情報システム専門科が文部科学大臣より職業実践専門課程の認定を受ける
- 2015年 - 大学併修科で中学校教諭一種免許状（数学）の取得が可能になる
- 2016年 - 大学併修科でタブレット端末を利用した授業支援システム（Pine-Cloud）の運用を開始する
- 2017年 - 情報処理推進機構（IPA）より全国の専門学校で唯一「iCD Silver Plus 認証」を受ける
- 2019年 - 情報処理推進機構（IPA）より全国の専門学校で唯一「iCD Gold☆ 認証」を受ける
- 2020年 - 広島県初のAIエンジニアを育成する専攻（情報システム専門科 AIエンジニア専攻）を新設する 　　　　  高等教育の修学支援新制度（授業料等減免・給付型奨学金）の対象校となる
- 2021年 - 広島県初のAIエンジニア（高度専門士）を育成する専攻（大学併修科 大学・AI専攻）を新設する 　　　　  創立30周年を迎える

## 学科・専攻
- 大学併修科（4年課程） 　大学・AI専攻 　大学・システム専攻 　大学・ゲーム専攻
- 情報システム専門科（3年課程） 　AIエンジニア専攻 　ネットセキュリティ専攻 　システム開発専攻 　ゲームクリエイト専攻

- 情報システム科（2年課程） 　ITプログラム専攻

## 所在地
- 〒732-0816 広島県広島市南区比治山本町16-35
- 最寄り駅は、広島電鉄「南区役所前」

## 姉妹校
- 北海道情報大学
- 北海道情報専門学校
- 新潟情報専門学校
- 名古屋情報メディア専門学校
- 名古屋医療情報専門学校
- 大阪情報専門学校
- KCS北九州情報専門学校
- KCS福岡情報専門学校
- KCS大分情報専門学校
- KCS鹿児島情報専門学校